# Нива, Коки
Коки Нива (яп. 丹羽 孝希 нива ко:ки) род. 10 октября 1994 — японский игрок в настольный теннис, серебряный (2016) и бронзовый (2020) призёр Олимпийских игр., многократный призёр чемпионатов и кубков мира.

## Биография
Коки Нива участвовал в трех олимпиадах — в 2010 году в юношеской олимпиаде в Сингапуре, где завоевал две золотые медали — в одиночном и командном разрядах, в 2012 году в Лондоне, и в 2016 году в Рио-Де-Жанейро, где завоевал серебряную медаль в командном разряде.
Коки Нива выиграл один этап «ITTF World Tour» в одиночном разряде (2014 год, Екатеринбург) и неоднократно побеждал в парном разряде. Дважды он завоевывал серебро в парном разряде на «ITTF World Tour Grand Finals» — в 2012 и 2014 годах.

## Стиль игры
Коки Нива играет в атакующем стиле близко у стола. Он использует европейскую хватку ракетки левой рукой. Отличительной особенностью его игры является применение необычных ударов-блоков, некоторые специалисты считают Ниву изобретателем такого стиля игры.